# Ballingsmühle

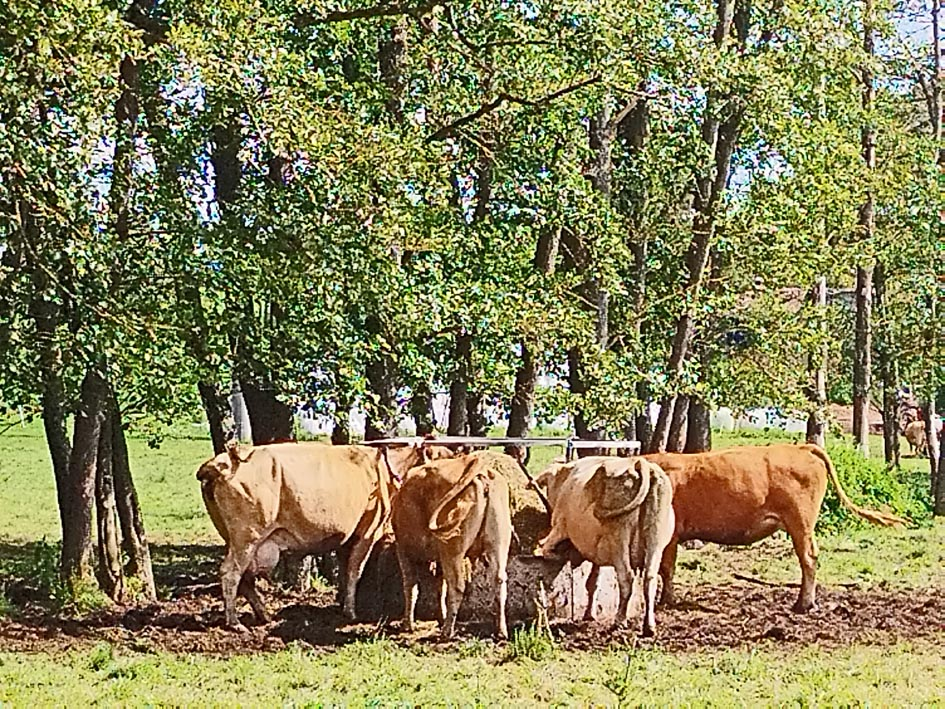
Kühe an der Ballingmühle

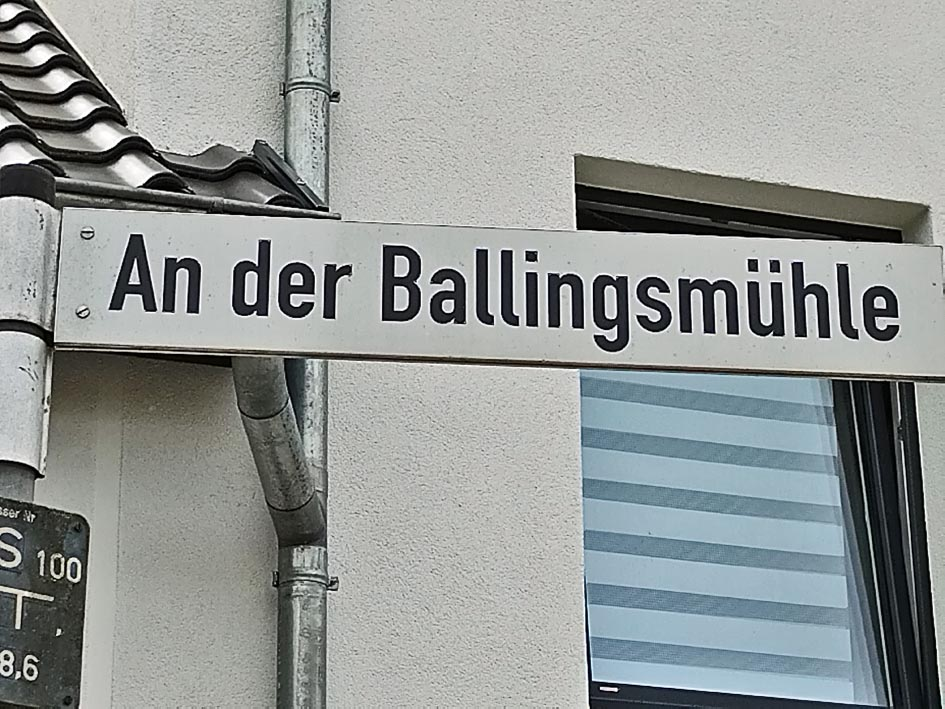
Straße „An der Ballingsmühle“

Ballingsmühle  ist ein Gemeindeteil der Kreisstadt Bad Neustadt an der Saale im unterfränkischen Landkreis Rhön-Grabfeld in Bayern.

## Lage
Die Einöde liegt am westlichen Ausgang von Brendlorenzen am Ufer der Brend.

## Nutzung
Die Ballingsmühle fungierte bis zu ihrer letzten Betriebsphase ausschließlich als Getreidemühle. Das exakte Baujahr dieser Mühle, die sich entlang eines Arms der Brend befindet, ist leider nicht dokumentiert. Es existieren jedoch diverse Aufzeichnungen bezüglich ihrer Nutzung und der Einwohnerzahl der damaligen Einöde. Aus diesen Aufzeichnungen geht hervor, dass die Ballingsmühle bereits im Jahr 1819 ihren heute bekannten Namen trug und im 19. Jahrhundert über zwei Mahlgänge, einen Ölgang und einen Walkgang verfügte.